# 竟陵郡
竟陵郡（きょうりょう-ぐん）は、中国にかつて存在した郡。晋代から唐代にかけて、現在の湖北省中部に設置された。

## 概要
299年（元康9年）、西晋により江夏郡西部が分割されて竟陵郡が立てられた。竟陵郡は荊州に属し、郡治は石城県に置かれた。
454年（南朝宋の孝建元年）、竟陵郡は郢州に転属した。南朝宋の竟陵郡は萇寿・竟陵・霄城・新市・新陽・雲杜の6県を管轄した。
南朝斉のとき、竟陵郡は萇寿・竟陵・霄城・新市・新陽・雲杜の6県を管轄した。
583年（開皇3年）、隋が郡制を廃すると、竟陵郡は廃止されて、郢州に編入された。607年（大業3年）に州が廃止されて郡が置かれると、郢州が竟陵郡と改称された。竟陵郡は長寿・藍水・滶川・漢東・清騰・楽郷・豊郷・章山の8県を管轄した。
622年（武徳5年）、唐により隋の沔陽郡が復州と改められた。742年（天宝元年）、復州は竟陵郡と改称された。758年（乾元元年）、竟陵郡は復州と改称された。

## 僑置竟陵郡
561年（天嘉2年）、南朝陳により武昌・国川の2県を管轄する竟陵郡が立てられた。